# Буда (Сарненський район)
Бу́да — село в Україні, у Рокитнівській селищній громаді Сарненського району Рівненської області. Населення становить 545 осіб. До 2020 село Буда відносилося до Масевицької сільської ради. Розташоване за 6 км від  центру громади і залізничної станції Рокитне — Волинське.

## Географія
Через село тече річка Бунів, права притока Льви.

## Історія
В історичних джерелах перші згадки про село Буда датуються 1860 роком 
Назва села Буда походить від назви невеличких будинків: «будок», «станків», «стоянок», «зупинок» або, ще як їх називали в народі, тимчасові «халабуди», які будувались на сезон для прожиття та виконання певних робіт, а згодом перетворились на постійні житла.
Село виникло не відразу, а поступово. Першими мешканцями були вихідці з села Рокитне, саме вони і були будівничими села.
Перших мешканців села приваблювала дана місцевість зручним розташуванням. Вона знаходилась неподалік від села Рокитне, тут були великі ліси, багаті грибами, різними ягодами та дичиною. По лісах були розкидані так звані «пільки», або «круги» — невеликі болотисті водойми, порослі лозою. Було також вдосталь землі для занять землеробством. А на заболочених берегах, вздовж мальовничої річки Бунів, яка зараз протікає через усе село Буда і ділить його на дві частини, колись давно росли величезні масиви верболозу. Сюди і приїжджали цілими сім'ями дерти лико на постоли. Поступово тут почали оселятись пастухи, які на ціле літо приганяли на випас худобу. Перші мешканці будували «халабуди» для зберігання реманенту, для ночівлі, займались землеробством. Поблизу річки Бунів, на місці, де на даний час знаходиться храм Різдва Христового, була там колись висока гора з чорного попелу, на жаль, ніхто точно не може сказати, що саме там видобували, чи дерев'яне вугілля, чи дьоготь, чи болотну руду. Люди, які займались цими промислами, жили у тимчасових будинках. Пройшло багато років, але ґрунт, який лишився від тієї гори, і до цих пір має дуже чорний колір та важко відмивається, у селі його називають «брак». Поступово такі тимчасові поселення переросли у хутори, а згодом у село.
Село Буда згадується під першою назвою Буда — Рокитнянська. На кінець 1909 року воно було єдиним поселенням, яке не обкладалось податком. Налічувало 18 дворів, 76 чоловік.
За часів Польщі село відносилось до Гміни (сільська рада) Кисорицької та до поміщика Шульжика Василя Мартиновича. Солтусом, тобто представником села (щось на зразок сучасного сільського депутата), був Лящук Василь Васильович.
Сучасне культурне середовище формувалося в продовж останніх 70 — ти років. В с. Буда функціонує загально — освітня школа I—II ступеня, сільський клуб, бібліотека та храм Різдва Христового (побудований в 1996 році).
Відповідно до  Розпорядження Кабінету Міністрів України від 12 червня 2020 року  № 722-р «Про визначення адміністративних центрів та затвердження територій територіальних громад Рівненської області» увійшло до складу Рокитнівської селищної громади.

## Населення
За переписом населення 2001 року в селі мешкала 541 особа.

### Мова
Розподіл населення за рідною мовою за даними перепису 2001 року:
| Мова       | Відсоток |
| ---------- | -------- |
| українська | 99,45 %  |
| російська  | 0,37 %   |

## Освіта та культура
До 1937 року учні села Буда ходили навчатись до Кисорицької початкової школи. В 1937 році в селі відкрилась початкова школа в хаті Шевчук Теклі, де вчителював поляк Секула Станіслав Петрович. З 1939 року вчителем працював Шевчук Йосип Маркович. В 1941—1944 роках діяла вечірня школа. В 1944 році відкрилась початкова школа, у якій працював Воловчук Іван Якович до 1962 року. Потім навчали дітей Поліщук Галина Миколаївна, Ірина Федорівна та Расна Галина Степанівна.
Восьмирічну освіту діти здобували в Масевицькій восьмирічній школі.
В 1993 році початкову школу було реорганізовано в неповну середню школу, директором якої був Ничипорчук Федір Кирилович.
У 2007 році 18 квітня відбулася закладка першого каменю добудови школи. Адже приміщення школи не може вмістити всіх дітей, і тому частина з них вчиться у приміщенні колишнього ФАПу. Рокитнівська районна рада виділила 200 тис. грн. на добудову школи, в результаті чого було добудовано шість класних кімнат і кабінет директора.

## Релігія
Церква святих мучениць Віри, Надії, Любові і матері їх Софії Сарненської Єпархії Української Православної церкви Московського патріархату
Ідею побудови храму в селі Буда подала жителька села Лящук Параскева Федорівна. ЗО травня 1995 року в селі було освячено місце для побудови храму. Освячували Владика Ірінєй, Благочинний Іоанн з с. Кисоричі та священик з с. Дерть отець Василій.
Будівництво храму розпочали 11 жовтня 1996 року, а закінчили будувати зруб і купола за 90 днів 31 березня 1997 року. Такою швидкою побудовою храму жителі села завдячують Яцуку Тимофію Яковичу. Храм будували всім селом, безкоштовно.
Правити службу почали 1 квітня 1997 року, освячення храму відбулося 27 жовтня 1997 року.
Перший рік правив службу священик із села Дерть отець Василій. Далі священнослужителем деякий час були отець В'ячеслав із селища Рокитне, отець Михаїл із села Єльно, монахи із чоловічого монастиря на честь ікони Божої Матері «Живоносне Джерело» з с. Масевичі. 
З 2007 року настоятелем храму в селі Буда є житель села отець Віктор.

## Сільське господарство
В 1948 році був організований у селі колгосп «Нове життя». Головою колгоспу був Шевчук Михаль Микитович. До колгоспу людей примушували йти силою. При організації колгоспу у людей забирали частину реманенту, худобу, земляні наділи. Перші косарі колгоспу «Нове життя», 1948 р. У 1949 році в листопаді місяці в селі працювала «читальня», щось на зразок сучасних бібліотек, де жителям села читали агітаційні брошури радянської влади, про колгоспи, про майбутнє хороше життя, там же можна було взяти почитати і художню літературу. На той час в селі налічувалось 85 хат. В 1951 році колгосп було перейменовано на колгосп імені Ватутіна, головою був Богданець Василь Матвійович. В колгоспі працювали майже всі жителі села. В перші роки розвитку колгоспу люди отримували заробітну платню раз на рік. Вона нараховувалась поденно, за одну денну норму працівник отримував 3 копійки і 100 г зерна. В колгоспі займались розведенням корів, телят, коней, овець, курей, гусей, качок, кролів, займались також землеробством. При колгоспі працювали дитячі ясла, магазин, млин.
В 1963 році село Буда почало входити до Масевицької сільської Ради, а колгосп перейменовано на «Більшовик». Головою колгоспу був Твардовський, його наступниками були: Шинкар Ілля Герасимович, Мороз Леонід Омелянович, Бурлак Олександр Маркович, Продащук та Трохимчук Іван Мусійович. Землекористування Масевицької сільської Ради, до якої і входить село Буда, являє собою витягнуту фігуру з заходу на схід. На півночі земель проходить залізнична дорога, сполученням Сарни-Олевськ. Навколо села знаходяться величезні простори полів. Поля були утворені на місці густих лісів, які були вирубані і викорчувані в 70-х роках, за радянських часів, а болотисті місцевості висушені шляхом меліорації. Болотисту річку було також розчищено, перетворено на «чистеньку канаву», але коли весною тануть сніги, річка розливається і русло бере своє, підтоплюються поля, житла.
Орні землі являють собою підвищені ділянки дерново-підзолистих глеюватих супіщаних, приховано-підзолистих піщаних ґрунтів на воднольодовикових відкладах сезонно-перезволожених хвилястих рівнин і терас з неглибокими ґрунтовими водами.
В 1999 році 18 грудня колгосп «Більшовик» було реорганізовано в СГПП «Мрія». Частину земель, сільськогосподарської техніки і будівель колгоспу було розпайовано.

## Відомі люди села
- Богданець Надія Петрівна [Архівовано 26 листопада 2015 у Wayback Machine.]. Народилася в 1944 році в селі Кам'янка Олевського району Житомирської області. Працювала завідувачкою хати-читальні, у селі Буда Рокитнівського району Рівненської області. Тридцять років віддала роботі у споживчі кооперації району. Член літературно — мистецького об'єднання «Рокита». Авторка збірок «Розцвіла лілея», «Щастя», «Я тебе кохаю мій рідненький краю» з власноручними малюнками. Дуже любить співати та пише власні пісні.
- Панько Марія Семенівна [Архівовано 26 листопада 2015 у Wayback Machine.]. народилась в 1925 р. на хуторі Ровища. З 1943 по 2000 рр. проживала в с. Буда. Працювала в колгоспі «Більшовик». Зимовими вечорами вишивала і ткала килими та рушники.
- Крупенко Ніна Данилівна проживає в с. Буда з 1949 року. Це привітна з добрим серцем, чуйною душею жінка, мама, бабуся. Ніна Данилівна полюбила вишивку ще з юних років. Своєю роботою дуже захоплюється, адже у свої вироби вкладає всю свою душу.
- Близнюк Світлана народилася 27 травня 1988 року в с. Буда. У 2003 році закінчила Будівську ЗОШ. У 2003 році вступила до Сарненського педагогічного коледжу, який закінчила у 2007 році, здобувши професію вчителя початкових класів. У 2007 році вступила до РДГУ на факультет української філології та іноземної мови. З 2007 року влаштувалася працювати в Рокитнівському НВК школі — ліцеї, у якому і працює на даний час. Одружена, має доньок Оленку і Дарію. У вільний від роботи час захоплюється в'язанням гачком та веде у школі гурток.